# 三国志 大いなる飛翔
『三国志 大いなる飛翔』（さんごくし おおいなるひしょう、原題：三国志：関公 または 関公）は1989年の中国映画。邦題を『三国志 第一部 大いなる飛翔』とするサイトもある。桃園の誓いから赤壁の戦いまでを描く。「三国志」を世界で初めて実写映画化した作品。
ビデオ邦題は『三国志』、LD邦題は劇場公開邦題と同じ『三国志 大いなる飛翔』、DVD邦題は『三国志 武将列伝』。

## キャスト
| 役名       | 俳優   | 日本語吹替 |
| 役名       | 俳優   | VHS版      |
| ---------- | ------ | ---------- |
| 劉備       | 王文有 | 徳丸完     |
| 関羽       | 侯少奎 | 牛山茂     |
| 張飛       | 青格勒 | 峰恵研     |
| 董卓       | 馬永安 | 亀井三郎   |
| 曹操       | 李雨森 | 石田太郎   |
| 趙雲       | 張建利 | 中田和宏   |
| 呂布       | 海軍   | 二又一成   |
| 貂蝉       | 王穎   | 松井菜桜子 |
| 諸葛孔明   | 趙彦民 | 城山堅     |
| 袁紹       |        | 上田敏也   |
| 王允       |        | 山野史人   |
| 周瑜       | 陳道明 | 千田光男   |
| 張遼       |        | 秋元羊介   |
| 魯粛       | 田春生 | 仲木隆司   |
| 皇帝       |        | 荒川太郎   |
| 公孫       |        | 島香裕     |
| 車冑       |        | 郷里大輔   |
| 孫権       |        | 堀之紀     |
| 甘夫人     |        | 紗ゆり     |
| 靡夫人     |        | 寺内よりえ |
| ナレーター |        | 内田稔     |

## スタッフ
- 総監督・脚本：楊吉友
- 監督：胡萍、史和平、藩興
- 撮影：巨波、藜雲光、王安光
- 音楽：王酪
- 製作：染野行雄、胡其明、曲速模

日本語吹替版スタッフ
- 演出：長野武二郎
- 翻訳：和島陽子
- 制作：ニュージャパンフィルム